# MOMIK 8b
MOMIK 8b – 8-bitowy minikomputer produkcji polskiej, zbudowany na układach scalonych TTL. Opracowany przez Instytut Maszyn Matematycznych w 1973 r., a produkowany seryjnie przez Zakład Systemów Minikomputerowych MERA od 1974 r. i stosowany w serii MERA 300.

## Dane
- jednostka centralna – MERA 500
- słowo – 8-bitowe
- pamięć ferrytowa
  - czas cyklu – 1,8 μs

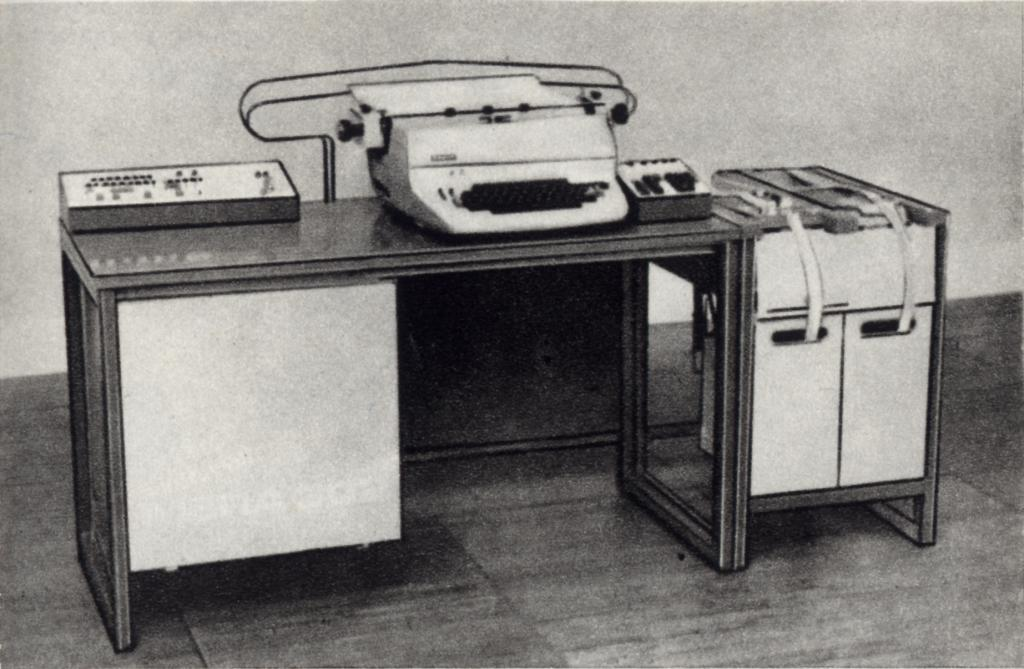
Mera 302

  - pojemność – 2, 4, 8 lub 16 KiB (najczęściej 8 KiB)
- szybkość: 150…500 tys. operacji na sekundę
- maksymalna liczba urządzeń zewnętrznych: 32
- kanał multipleksowy
- kanał bezpośredniego dostępu do pamięci

## Urządzenia zewnętrzne
- czytnik i perforator taśmy dziurkowanej
- czytnik i perforator kart obrzeżnie dziurkowanych
- elektryczna maszyna do pisania np. FACIT 3851
- drukarka znakowo-mozaikowa DZM180
- jednostka taśmy magnetycznej

Uwaga: przeważnie był skromnie wyposażony.

## Przykłady zastosowania
- automat obrachunkowy MERA 302